# Історико-юридичний факультет Ніжинського державного університету

Герб факультету

Історико-юридичний факультет — один із найдавніших факультетів Ніжинського державного університету імені Миколи Гоголя.

## Історія
Історична освіта і наука у Ніжинській вищій школі має глибокі і славетні традиції. Із самого початку своєї багатої історії – а йдеться про один з трьох перших вузів України (після Львівського та Харківського університетів) Ніжинська вища школа (спочатку як гімназія вищих наук) мала класичне гуманітарне спрямування з поглибленим вивченням історичних дисциплін. Протягом тривалого часу — з 1875 по 1920 рр. вона діяла як історико-філологічний інститут. У 1882 р. в інституті було відкрите історичне відділення, на якому діяло історико-філологічне товариство, а з 1900 р. — археологічна комісія.
За радянської доби Ніжинський університет зазнав ряд реорганізацій, які, однак, не перервали традиції підготовки педагогів-істориків. У 1921 р. в Ніжинському інституті народної освіти було відкрито факультет соціального виховання, який готував учителів історії та суспільствознавства. В Інституті працювали талановиті вчені В. Ляскоронський, О.Покровський, М.Петровський, К.Штеппа, Г.Максимович та ін. У 1924 р. було відкрито Науково-дослідну кафедру історії культури і мови, до складу якої входили секції української і російської історії та античної культури.  У 1934 р. в Педагогічному інституті було відкрито історичний факультет. У 1950 р. факультет було приєднано до філологічного факультету як історичне відділення, а у 1956 р. переведено до Полтавського педагогічного інституту.  Відновлено факультет у Ніжині лише у 1968 р., а у  1973 р. його знов переведено до Чернігівського педагогічного інституту.
Лише в 1990 р. було прийнято рішення про відновлення історичної освіти у Ніжинському педінституті ім. М. Гоголя – спочатку у вигляді спеціалізації, а у 1992 р.- і спеціальності “Педагогіка і методика середньої освіти. Історія” на історико-філологічному факультеті.
Історико-правознавчий (нині історико-юридичний) факультет як окремий структурний підрозділ університету почав свою діяльність у 1998 році. На той час він об'єднував дві кафедри – кафедру історії України та правознавства та кафедру всесвітньої історії.
З 1999 р. на факультеті діє студентський дискусійний клуб, що сьогодні має назву - Історичний науково-дискусійний клуб (ІНДК).

## Сучасність

### Підрозділи
У теперішній час у структурі факультету чотири кафедри:
- кафедра історії України та політології,
- кафедра всесвітньої історії,
- кафедра права та методики викладання історико-правознавчих дисциплін,
- кафедра філософії та соціології.

Викладачі цих кафедр забезпечують викладання дисциплін гуманітарної та соціально-економічної підготовки на всіх факультетах університету, а також фахових дисциплін на історико-юридичному факультеті. Навчальний процес на історико-юридичному факультеті забезпечує досвідчений професорсько-викладацький колектив.
Навчальний процес з фахових дисциплін повністю забезпечений методичними матеріалами для самостійної підготовки студентів до лекцій та семінарських занять, виконання ІНДЗ, написання есе та рефератів.
На історико-юридичному факультеті працюють два спеціалізованих навчально-методичних кабінети, оснащені 27 персональними комп’ютерами, які об’єднані в єдину локальну мережу факультету-університету, а також мають вихід у мережу Інтернет.

### Наукова робота
Наукові дослідження викладачі випускаючих кафедр проводять за такими напрямками:
- Актуальні проблеми розвитку та трансформації історичної науки в Україні та методика викладання історії України у вузах і середніх навчальних закладах.  ( керівник - завідувач кафедри історії України, професор О.Д. Бойко);
- Історико-краєзнавчі старожитності Ніжинщини та Чернігівщини, (керівник – доцент кафедри історії України О.Ю.Москаленко);
- Розвиток демократичної традиції у світовій історії (керівник – доцент кафедри всесвітньої історії, декан факультету Л.М.Мицик);
- Навчально-методичні матеріали з всесвітньої історії та спеціальних історичних дисциплін (керівник – доцент кафедри всесвітньої історії Р.А.Дудка);
- Етнічна, міжконфесійна, соціально-економічна та політична історія Чернігівщини, (керівник – доцент кафедри всесвітньої історії П.П.Моціяка);
- Суспільно-політичні трансформації в Україні 1985 р. – поч. XXI ст.  (Індивідуальна тема д. політ. н., проф. О.Д.Бойко);
- Інноваційні технології навчання історії та суспільних дисциплін (керівник - доцент кафедри права та методики викладання історико-правознавчих дисциплін О.В.Желіба).

### Спеціальності
- історія та правознавство,
- історія,
- археологія,
- політологія.

### Рівні підготовки
- бакалавр
- спеціаліст
- магістр
- кандидат наук

## Персоналії
Серед викладачів факультету - 9 докторів наук, у тому числі відомі у світі історики-науковці В.М. Ричка, С.А. Леп'явко, В.І. Марочко, Л.В.Таран, В.І.Яровий, В.А. Рубель, Є.М. Луняк та 12 кандидатів наук. Серед викладачів факультету є відмінники освіти України доценти Є.М. Страшко, О.В.Ростовська, О.Ю.Москаленко, О.Г.Самойленко. Професор О.Д.Бойко нагороджений медаллю АПН України К.Д.Ушинського, доцент  Л.М. Мицик – меддаллю МОН України.“Петро Могила”.

## Міжнародні зв'язки
Для підвищення кваліфікації  штатні викладачі випускаючих кафедр широко використовують ресурси провідних навчальних закладів і наукових установ України (НПУ ім. М.П. Драгоманова, Інститут історії НАН України тощо) та країн СНД (Московський державний університет, Мінський державний університет та ін.). Історико - юридичний факультет має широкі міжнародні зв’язки з університетами Росії, Білорусі, Польщі, Канади, США.  Так у практику факультету входять закордонні стажування в рамках міжнародних наукових та науково-педагогічних проектів. У 1999 р. декан факультету, доцент кафедри всесвітньої історії Л.М.Мицик проходила стажування в університеті Квінз (Канада), в 2000 р. – у Центрально-Європейському університеті (Угорщина), у 2002-2003 рр. – в університеті штату Айова та Американській Федерації Викладачів, Вашингтон (США), у 2008 р. – в університеті штату Небраска-Лінкольн (США). 2007 року доцент Желіба О.В. взяв участь у науковому семінарі “Citizenship Learning in Germany and Europe”. – Haus auf der Alb, Bad Urach, Germany. У 2008 та 2012 рр. доценти кафедри всесвітньої історії О.Г.Самойленко та Ю.М.Давиденко пройшли наукове стажування у Варшавському університеті (Польща).